# Zlatko Tomčić

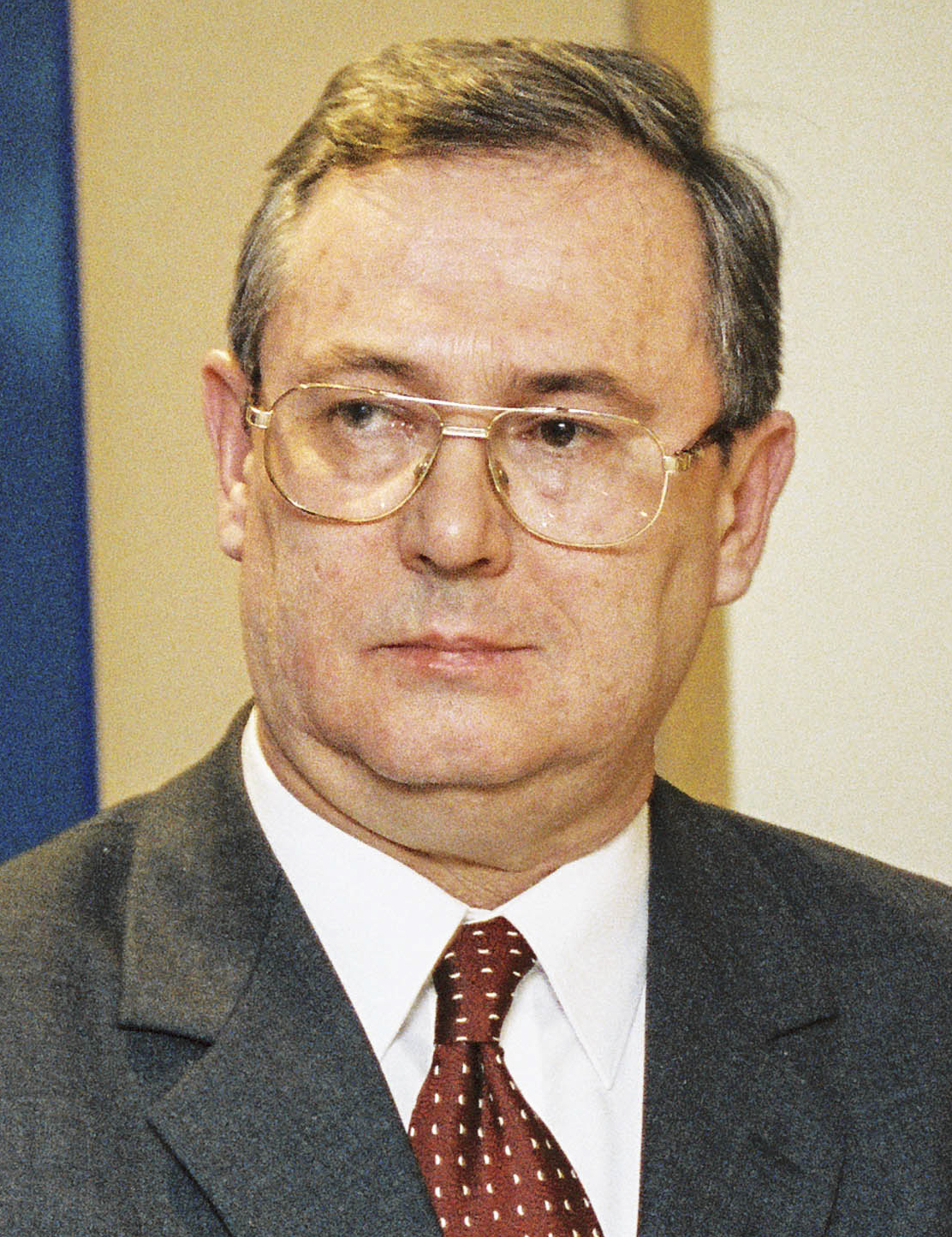
Zlatko Tomčić (2003)

Zlatko Tomčić (* 10. Juli 1945) ist ein kroatischer Politiker, der von 1994 bis 2005 Vorsitzender der kroatischen Bauernpartei (HSS) war.

## Leben
Seinen Abschluss machte er an der Universität Belgrad.
1994 wurde Tomčić Präsident der kroatischen Bauernpartei, während er das Amt des Bau- und Umweltministers bekleidete. Am 2. Februar 2000 wurde Tomčić zum Sprecher des kroatischen Parlaments (Sabor) gewählt und blieb in diesem Amt bis Dezember 2003. Bis zum 18. Februar 2000 bekleidete er das Amt des Präsidenten von Kroatien, das aufgrund des Todes von Franjo Tuđman am 10. Dezember 1999 vakant war. Am 18. Februar 2000 gab er das Amt an den neugewählten Präsidenten Stjepan Mesić ab. 
Bei der Parlamentswahl 2003 verlor die HSS Mandate und ging in die Opposition, Tomčić behielt jedoch seinen Sitz im Parlament. Im Dezember 2005 wurde er bei der Wahl des HSS-Parteivorsitzenden von Josip Friščić besiegt (mit 614 zu 214 Delegiertenstimmen). Daraufhin zog sich Tomčić aus der Politik zurück. Seine Amtszeit im Parlament wurde am 10. Februar 2006 ausgesetzt, als Vertreter sprang Miroslav Čačija ein.
Seit 2011 leitet Tomčić ein kleines Architekturbüro.